# Liste der Baudenkmäler in Altenessen-Nord
Die Liste der Baudenkmäler in Altenessen-Nord enthält die denkmalgeschützten Bauwerke auf dem Gebiet von Essen-Altenessen-Nord, Stadtbezirk V, in Nordrhein-Westfalen (Stand: Januar 2016). Diese Baudenkmäler sind in der Denkmalliste der Stadt Essen eingetragen; Grundlage für die Aufnahme ist das Denkmalschutzgesetz Nordrhein-Westfalen (DSchG NRW).

| Denkmal- nummer | Bezeichnung     | Lage                                                  | Erbaut    | Eingetragen seit | Beschreibung | Bild           |
| --------------- | --------------- | ----------------------------------------------------- | --------- | ---------------- | --- | -------------- |
| 233             | Ev. Alte Kirche | Karl-Denkhaus-Straße (gegenüber Haus-Nr. 11–13) Karte | 1887–1890 | 8. Sep. 1990     | Grundsteinlegung 21. August 1887; eingeweiht am 5. Oktober 1890; Architekten: Carl Nordmann und Julius Flügge; 1988–1990 Innenraum und 2000–2004 außen grundsaniert | weitere Bilder |
| 623             | Kolpinghaus     | Kolpingstraße 16 Karte                                | 1907      | 13. Sep. 1990    | |                |